# Enterolobium barinense
Enterolobium barinense är en ärtväxtart som beskrevs av Cardenas och Rodriguez. Enterolobium barinense ingår i släktet Enterolobium och familjen ärtväxter. Inga underarter finns listade i Catalogue of Life.